# 6.ª etapa del Tour de Francia 2025
La 6.ª etapa del Tour de Francia 2025 tuvo lugar el 10 de julio de 2025 y consistió en una etapa escarpada con inicio en la localidad de Bayeux y final en la localidad de Vire-Normandie, sobre un recorrido de 201,5 km. El vencedor fue el irlandés Ben Healy del equipo EF Education-EasyPost, Mathieu van der Poel del Alpecin-Deceuninck volvió a colocarse como líder de la prueba.

## Clasificación de la etapa
| Bayeux - Vire-Normandie | etapa escarpada | (201,5 km) |

- Las clasificaciones de la etapa finalizaron de la siguiente forma:[3]

| \| Clasificación de la etapa \| Clasificación de la etapa \| Clasificación de la etapa \| Clasificación de la etapa \| Clasificación de la etapa \| \| Ciclista \| Ciclista \| Equipo \| Tiempo \| \| \| ------------------------- \| ------------------------- \| -------------------------- \| ------------------------- \| ------------------------- \| \| 1.º \| Ben Healy \| EF Education-EasyPost \| 4 h 24 min 10 s \| \| \| 2.º \| Quinn Simmons \| Lidl-Trek \| + 2 min 44 s \| \| \| 3.º \| Michael Storer \| Tudor Pro Cycling Team \| + 2 min 51 s \| \| \| 4.º \| Edward Dunbar \| Team Jayco AlUla \| + 3 min 21 s \| \| \| 5.º \| Simon Yates \| Team Visma \\| Lease a Bike \| + 3 min 24 s \| \| \| 6.º \| William Barta \| Movistar Team \| + 3 min 29 s \| \| \| 7.º \| Harold Tejada \| XDS Astana Team \| + 3 min 52 s \| \| \| 8.º \| Mathieu van der Poel \| Alpecin-Deceuninck \| + 3 min 58 s \| \| \| 9.º \| Tadej Pogačar \| UAE Team Emirates XRG \| + 5 min 27 s \| \| \| 10.º \| Jonas Vingegaard \| Team Visma \\| Lease a Bike \| + 5 min 27 s \| \| |                      |                            |                 |
| |                      |                            |                 |
| Fuentes: ProCyclingStats Cycling Quotient |                      |                            |                 |
| Clasificación de la etapa |                      |                            |                 |
| Ciclista | Ciclista             | Equipo                     | Tiempo          |
| 1.º | Ben Healy            | EF Education-EasyPost      | 4 h 24 min 10 s |
| 2.º | Quinn Simmons        | Lidl-Trek                  | + 2 min 44 s    |
| 3.º | Michael Storer       | Tudor Pro Cycling Team     | + 2 min 51 s    |
| 4.º | Edward Dunbar        | Team Jayco AlUla           | + 3 min 21 s    |
| 5.º | Simon Yates          | Team Visma \| Lease a Bike | + 3 min 24 s    |
| 6.º | William Barta        | Movistar Team              | + 3 min 29 s    |
| 7.º | Harold Tejada        | XDS Astana Team            | + 3 min 52 s    |
| 8.º | Mathieu van der Poel | Alpecin-Deceuninck         | + 3 min 58 s    |
| 9.º | Tadej Pogačar        | UAE Team Emirates XRG      | + 5 min 27 s    |
| 10.º | Jonas Vingegaard     | Team Visma \| Lease a Bike | + 5 min 27 s    |

## Clasificaciones al final de la etapa

### Clasificación general(Maillot Jaune)[4]
| \| Clasificación general \| Clasificación general \| Clasificación general \| Clasificación general \| Clasificación general \| \| Ciclista \| Ciclista \| Equipo \| Tiempo \| \| \| --------------------- \| --------------------- \| -------------------------- \| --------------------- \| --------------------- \| \| 1.º \| Mathieu van der Poel \| Alpecin-Deceuninck \| 21 h 52 min 34 s \| \| \| 2.º \| Tadej Pogačar \| UAE Team Emirates XRG \| + 1 s \| \| \| 3.º \| Remco Evenepoel \| Soudal Quick-Step \| + 43 s \| \| \| 4.º \| Kévin Vauquelin \| Arkéa-B&B Hotels \| + 1 min 00 s \| \| \| 5.º \| Jonas Vingegaard \| Team Visma \\| Lease a Bike \| + 1 min 14 s \| \| \| 6.º \| Matteo Jorgenson \| Team Visma \\| Lease a Bike \| + 1 min 23 s \| \| \| 7.º \| João Almeida \| UAE Team Emirates XRG \| + 1 min 59 s \| \| \| 8.º \| Ben Healy \| EF Education-EasyPost \| + 2 min 01 s \| \| \| 9.º \| Florian Lipowitz \| Red Bull-Bora-Hansgrohe \| + 2 min 32 s \| \| \| 10.º \| Primož Roglič \| Red Bull-Bora-Hansgrohe \| + 2 min 36 s \| \| |                      |                            |                  |
| |                      |                            |                  |
| Fuentes: ProCyclingStats Cycling Quotient |                      |                            |                  |
| Clasificación general |                      |                            |                  |
| Ciclista | Ciclista             | Equipo                     | Tiempo           |
| 1.º | Mathieu van der Poel | Alpecin-Deceuninck         | 21 h 52 min 34 s |
| 2.º | Tadej Pogačar        | UAE Team Emirates XRG      | + 1 s            |
| 3.º | Remco Evenepoel      | Soudal Quick-Step          | + 43 s           |
| 4.º | Kévin Vauquelin      | Arkéa-B&B Hotels           | + 1 min 00 s     |
| 5.º | Jonas Vingegaard     | Team Visma \| Lease a Bike | + 1 min 14 s     |
| 6.º | Matteo Jorgenson     | Team Visma \| Lease a Bike | + 1 min 23 s     |
| 7.º | João Almeida         | UAE Team Emirates XRG      | + 1 min 59 s     |
| 8.º | Ben Healy            | EF Education-EasyPost      | + 2 min 01 s     |
| 9.º | Florian Lipowitz     | Red Bull-Bora-Hansgrohe    | + 2 min 32 s     |
| 10.º | Primož Roglič        | Red Bull-Bora-Hansgrohe    | + 2 min 36 s     |

### Clasificación por puntos(Maillot Vert)[5]
| Clasificación por puntos | Clasificación por puntos | Clasificación por puntos   | Clasificación por puntos | Clasificación por puntos |
| Ciclista                 | Ciclista                 | Equipo                     | Puntos                   |                          |
| ------------------------ | ------------------------ | -------------------------- | ------------------------ | ------------------------ |
| 1.º                      | Jonathan Milan           | Lidl-Trek                  | 112 pts                  |                          |
| 2.º                      | Mathieu van der Poel     | Alpecin-Deceuninck         | 108 pts                  |                          |
| 3.º                      | Tadej Pogačar            | UAE Team Emirates XRG      | 106 pts                  |                          |
| 4.º                      | Biniam Girmay            | Intermarché-Wanty          | 102 pts                  |                          |
| 5.º                      | Tim Merlier              | Soudal Quick-Step          | 72 pts                   |                          |
| 6.º                      | Anthony Turgis           | Team TotalEnergies         | 70 pts                   |                          |
| 7.º                      | Jonas Vingegaard         | Team Visma \| Lease a Bike | 50 pts                   |                          |
| 8.º                      | Søren Wærenskjold        | Uno-X Mobility             | 46 pts                   |                          |
| 9.º                      | Paul Penhoët             | Groupama-FDJ               | 43 pts                   |                          |
| 10.º                     | Remco Evenepoel          | Soudal Quick-Step          | 42 pts                   |                          |

### Clasificación de la montaña(Maillot à Pois Rouges)[6]
| Clasificación de la montaña | Clasificación de la montaña | Clasificación de la montaña | Clasificación de la montaña | Clasificación de la montaña |
| Ciclista                    | Ciclista                    | Equipo                      | Puntos                      |                             |
| --------------------------- | --------------------------- | --------------------------- | --------------------------- | --------------------------- |
| 1.º                         | Tim Wellens                 | UAE Team Emirates XRG       | 7 pts                       |                             |
| 2.º                         | Tadej Pogačar               | UAE Team Emirates XRG       | 5 pts                       |                             |
| 3.º                         | Ben Healy                   | EF Education-EasyPost       | 4 pts                       |                             |
| 4.º                         | Edward Dunbar               | Team Jayco AlUla            | 3 pts                       |                             |
| 5.º                         | Michael Storer              | Tudor Pro Cycling Team      | 3 pts                       |                             |
| 6.º                         | Jonas Vingegaard            | Team Visma \| Lease a Bike  | 3 pts                       |                             |
| 7.º                         | Quinn Simmons               | Lidl-Trek                   | 2 pts                       |                             |
| 8.º                         | Lenny Martinez              | Bahrain Victorious          | 2 pts                       |                             |
| 9.º                         | Benjamin Thomas             | Cofidis                     | 2 pts                       |                             |
| 10.º                        | Kévin Vauquelin             | Arkéa-B&B Hotels            | 1 pt                        |                             |

### Clasificación del mejor joven(Maillot Blanc)[7]
| Clasificación del mejor joven | Clasificación del mejor joven | Clasificación del mejor joven | Clasificación del mejor joven | Clasificación del mejor joven |
| Ciclista                      | Ciclista                      | Equipo                        | Tiempo                        |                               |
| ----------------------------- | ----------------------------- | ----------------------------- | ----------------------------- | ----------------------------- |
| 1.º                           | Remco Evenepoel               | Soudal Quick-Step             | 21 h 53 min 17 s              |                               |
| 2.º                           | Kévin Vauquelin               | Arkéa-B&B Hotels              | + 17 s                        |                               |
| 3.º                           | Ben Healy                     | EF Education-EasyPost         | + 1 min 18 s                  |                               |
| 4.º                           | Florian Lipowitz              | Red Bull-Bora-Hansgrohe       | + 1 min 49 s                  |                               |
| 5.º                           | Oscar Onley                   | Team Picnic-PostNL            | + 1 min 59 s                  |                               |
| 6.º                           | Mattias Skjelmose             | Lidl-Trek                     | + 2 min 30 s                  |                               |
| 7.º                           | Carlos Rodríguez              | Ineos Grenadiers              | + 3 min 38 s                  |                               |
| 8.º                           | Joseph Blackmore              | Israel-Premier Tech           | + 6 min 05 s                  |                               |
| 9.º                           | Romain Grégoire               | Groupama-FDJ                  | + 8 min 46 s                  |                               |
| 10.º                          | Jenno Berckmoes               | Lotto                         | + 9 min 07 s                  |                               |

### Clasificación por equipos(Classement par Équipe)[8]
| Clasificación por equipos | Clasificación por equipos       | Clasificación por equipos | Clasificación por equipos |
| Equipo                    | Equipo                          | Tiempo                    |                           |
| ------------------------- | ------------------------------- | ------------------------- | ------------------------- |
| 1.º                       | Team Visma \| Lease a Bike      | 65 h 39 min 59 s          |                           |
| 2.º                       | UAE Team Emirates XRG           | + 4 min 45 s              |                           |
| 3.º                       | Groupama-FDJ                    | + 10 min 48 s             |                           |
| 4.º                       | Decathlon AG2R La Mondiale Team | + 11 min 10 s             |                           |
| 5.º                       | Arkéa-B&B Hotels                | + 12 min 42 s             |                           |
| 6.º                       | Team Jayco AlUla                | + 12 min 44 s             |                           |
| 7.º                       | Team TotalEnergies              | + 15 min 28 s             |                           |
| 8.º                       | EF Education-EasyPost           | + 17 min 25 s             |                           |
| 9.º                       | Red Bull-BORA-hansgrohe         | + 17 min 56 s             |                           |
| 10.º                      | Alpecin-Deceuninck              | + 19 min 31 s             |                           |

## Abandonos
Ninguno.